# Hundsjön (Överluleå socken, Norrbotten, 732901-177370)
Hundsjön är en sjö i Bodens kommun i Norrbotten och ingår i Altersundets huvudavrinningsområde. Sjön har en area på 0,724 kvadratkilometer och ligger 24 meter över havet. Sjön avvattnas av vattendraget Altersundet (Brobyån).

## Delavrinningsområde
Hundsjön ingår i det delavrinningsområde (733137-177030) som SMHI kallar för Utloppet av Hundsjön. Medelhöjden är 84 meter över havet och ytan är 19,7 kvadratkilometer. Räknas de 2 avrinningsområdena uppströms in blir den ackumulerade arean 56,91 kvadratkilometer. Avrinningsområdets utflöde Altersundet (Brobyån) mynnar i havet. Avrinningsområdet består mestadels av skog (80 procent). Avrinningsområdet har 1,97 kvadratkilometer vattenytor vilket ger det en sjöprocent på 3,3 procent.